# كلية تصاميم البيئة بجامعة الملك عبد العزيز
كلية تصاميم البيئة بجامعة الملك عبد العزيز تُعنى بتدريس العلوم العمرانية التخطيطية والتصميمية بكافة المقاييس، وتقديم الحلول والدراسات العلمية الأكاديمية للمشاكل المحلية على مستوى المملكة العربية السعودية.

## أهداف الكلية
- خدمة وتنمية المجتمع: عن طريق تخريج متخصصين ذوو كفائات علمية ومهنية عالية
- الارتقاء المعرفي: عن طريق القيام بالبحث العلمي وتشجيعه وتوظيفه في حل المشكلات الواقعية في حقل التنمية العمرانية.
- التواصل المعرفي: عن طريق توثيق روابط التعاون مع الكليات المماثلة في الجامعات الأخرى وكذا الهيئات والمؤسسات العلمية محليا وإقليميا وعالمياً
- العناية بالحضارة والقيم الإسلامية والعربية

## أقسام كلية تصاميم البيئة
- العمارة
- التخطيط الحضري والإقليمي
- عمارة البيئة
- الجيوماتكس

## الدراسات العليا
تمنح كلية التصاميم والبيئة درجة الماجستير في ثلاث تخصصات :
- تخطيط استعمالات الأراضي
- تخطيط التنمية الشاملة
- التنمية العقارية

## الوحدات التابعة للكلية
وحدة العقود والمناقصات
- وحدة تقنية المعلومات

## لجان الكلية
تضم كلية التصاميم والبيئة العديد من اللجان منها :
- لجنة المناهج
- لجنة الدراسات العليا
- لجنة البحث العلمي وخدمة المجتمع
- لجنة تطوير التعليم

## وصلات خارجية
- الموقع الرسمي للكلية.